# سيفاميسين

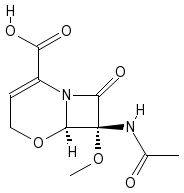
البنية الأساسية للسيفاميسين.

سيفاميسين Cephamycin مضاد حيوي يحوي في بنيته البيتا لاكتام، فهو يشبه إلى حد بعيد السيفالوسبورينات، وتصنف أحيانا السيفاميسينات Cephamycins والسيفالوسبورينات.
مثل السيفالوسبورينات، وتستند السيفاميسينات على نواة سيفيم cephem. وخلافا لمعظم السيفالوسبورينات، السيفاميسينات هي مضادات حيوية فعالة جدا ضد الميكروبات اللاهوائية.
أنتجت السيفاميسينات Cephamycins من قبل المتسلسلة Streptomyces، ولكن أنتجت بشكل صناعي أيضا. السيفاميسينات Cephamycins تمتلك مجموعة ميثوكسي في الموضع 7-ألفا.

## الأمثلة
تشمل السيفاميسينات:
- سيفوكسيتين[2]
- سيفوتيتان[3]
- سيفميتازول[4]

هذه مجموعة من الأدوية غير المتماثلة ذات الفروق الفردية البارزة في الفاعلية، حركية الدواء والسمية. ولكن عموماً الجيل الثاني فعال ضد الكائنات الدقيقة الحساسة لأدوية الجيل الأول ولكن لديهم مجال فاعلية أوسع ضد الكائنات سالبة الجرام.